# Jean Claverie
Pour les articles homonymes, voir Claverie.
Jean Claverie, né à Beaune (Côte-d'Or) le 4 janvier 1946, est un auteur de littérature jeunesse et un illustrateur français.

## Biographie
Jean Claverie a fait ses études dans l'atelier de Louis Charrat à l’École nationale des beaux-arts de Lyon, puis à l’École des arts décoratifs de Genève en Suisse.
Il a d’abord travaillé en tant qu’illustrateur de publicité puis, à partir de 1977, s’est spécialisé dans le domaine du livre pour la jeunesse. Il a illustré, entre autres auteurs, Oscar Wilde, Charles Perrault, Ludwig Bechstein, Isaac Bashevis Singer, Michel Tournier, Paul Auster. Il a réalisé une cinquantaine d’albums, de nombreuses couvertures de livres et affiches institutionnelles.
Il enseigne à l’École nationale des beaux-arts de Lyon et à l’École Émile-Cohl de la même ville.
Il est également musicien : chant, piano, guitare. Il fait partie de l'orchestre Wood bee band, mais surtout du quartet de blues baptisé d'après le petit pianiste noir imaginé par Claverie : Little Lou tour. Depuis 2003, cette formation propose, principalement aux enseignants, un concert « pédagogique » évoquant l'histoire du blues, et a publié un CD, Tacot blues.
Il a été récompensés par de nombreux prix, dont des prix internationaux : il reçoit en 1983 la Plaque d'Or de la Biennale d'illustration de Bratislava (BIB), pour ses illustrations de l'ouvrage Trois contes (texte de Ludwig Bechstein), et en 1991, il est honoré de la « Mention » Prix graphique, à la Foire du livre de jeunesse de Bologne, pour Little Lou, qu'il a écrit et illustré.
Il vit près de Lyon avec sa femme, Michelle Nikly, qui travaille aussi pour l’édition jeunesse. Ils ont deux enfants, Louis et François, nés respectivement en 1977 et 1982.

## Expositions
Liste non exhaustive
- 1978 : Centre Pompidou, originaux de Que ma joie demeure de Michel Tournier (Gallimard).
- 1992 : rétrospective à la Maison du Livre de l’image et du son de Villeurbanne, en coproduction avec Les Plateaux, Scène nationale à Angoulême : Le Joueur d’Images.
- 1998 : Limoges, bibliothèque francophone multimédia.
- 2001 : Paris, Bibliothèque nationale de France, exposition collective sur les contes de fées[2].
- 2003 : Échirolles, Maison des Écrits, Illustrations et dessins de marges.
- 2005 : musée Norman Rockwell, Once upon a time, exposition collective de Creative Company.
- 2006-2007 : Moulins, rétrospective au Musée de l'illustration jeunesse[3].

## Œuvres dans les collections publiques
Liste non exhaustive 
En France
- Moulins, Musée de l'illustration jeunesse.

Au Japon
- Tokyo, Chihiro Art Museum Tokyo.

## Prix et distinctions
- 1981 : Prix graphique Loisirs Jeunes pour La Princesse de Noix
- 1981 : Club des directeurs artistiques, nomination pour la campagne Johnny Walker, TBWA
- 1983 :  Plaque d'Or de la Biennale d'illustration de Bratislava (BIB)[1] pour Trois Contes
- 1984 : (international) liste d'honneur de l'IBBY[4], catégorie Illustration, pour Le Mot interdit
- 1988 : Prix de l’humour (Beaugency) pour Musée Blues
- 1990 : Totem de l’album (Montreuil) pour Little Lou
- 1990 : Bulle d’or (Brignais) pour Little Lou
- 1990 : Prix Octogone (musique) décerné par le CIELJ[5]pour Little Lou
- 1991 :  « Mention » Prix graphique, Foire du livre de jeunesse de Bologne pour Little Lou
- 1990 : Prix graphique Octogone pour Julien
- 1991 : prix Sorcières de l’album pour L'Art du pot
- 1991 : Prix des libraires (Paris) pour L’Art du pot
- 1991 : Prix de l’affiche de livre (Rouen) pour L’Art du pot
- 1998 : Prix coup de cœur Bulle d'or (Brignais) pour Le Noël d'Auggie Wren
- 2019 :  Prix des libraires du Québec[6] catégorie Jeunesse pour Mon frère et moi

## Publications

### Albums[7]
- Le Joueur de flûte de Hamelin, texte de Kurt Baumann, Lotus-Garnier, 1977
- Le Village vert se rebiffe, texte de Michelle Nikly, préface de Brice Lalonde, Gallimard, 1978
- Le Prince heureux, texte d'Oscar Wilde, Nord-Sud, 1980
- L'Auberge de la peur, texte d'Isaac Bashevis Singer, Hachette, coll. « Tapis Volant », 1980
- La Princesse sur une noix, texte de Michelle Nikly, Nord-Sud, 1981
- Le Chat botté, texte de Charles Perrault, Nord-Sud, 1982
- Trois Contes, texte de Ludwig Bechstein, Nord-Sud, 1982
- Que ma joie demeure, texte de Michel Tournier, Gallimard, coll. « Enfantimages », 1982
- La Grenouille d'encrier, texte de Béatric Beck, Gallimard, coll. « Folio Cadet », 1983
- La Vieille Maison, texte de Hans Christian Andersen, Nord-Sud, 1984
- Le Livre de l'été, texte de Laurence Ottenheimer, Gallimard, coll. « Découverte Cadet », 1983
- Un étonnant secret, collectif, Centurion, 1984
- Me voici, me voilà, texte de Mathew Price, livre pop-up, Albin Michel, 1985
- Jérémie-Peur-de-Rien, texte d'Anne-Marie Chapouton, Nord-Sud, 1985
- Les Courses, Le Goûter, Le Pique-nique, Le Bureau, textes de Jean Claverie, Albin Michel, 1985
- Jeanne et les mots, texte de Michelle Nikly, Albin Michel, 1986
- Musée Blues, texte de Susie Morgenstern, Gallimard, coll. « Folio Cadet, » 1986
- C'est mon papa, Toc-toc, Je veux ma maman, Un sourire s'il te plaît, textes de Mathew Price, Albin Michel, 1986
- La Guerre des taupes, texte de Peter Dickinson, Albin Michel, 1987
- Paul et son ours, texte d'Arlene Blanchard, Gallimard, 1987 ; réédition, Mijade, 2008 ; Mijade, coll. « Petits Mijade », 2012
- La Voiture d’Arthur, texte de Jean Claverie, Ouest France, 1988 ; réédition, Mijade, 2012
- Riquet à la houppe, texte de Charles Perrault, Albin Michel, 1988 ; réédition, Gallimard Jeunesse, coll. « Folio Cadet. Rouge », 1993
- Les Trois Petits Cochons, texte de Jean Claverie, Nord-Sud, 1989 ; réédition, Nord-Sud, 2010 ; réédition, Mijade, 2015
- La Batterie de Théophile, texte de Jean Claverie, Gallimard Jeunesse, 1990 ; Gallimard Jeunesse, coll. «  Folio Benjamin », 1992 ; coll. « L'heure des histoires », 2014 ; lu par Joël Toussaint, livre-CD, Gallimard Jeunesse, coll. « L'heure des histoires. Livre audio », 2018
- Julien, texte d'Anne-Marie Chapouton, Rouge et Or, 1990 ; réédition, Nathan, coll. « La maman des poissons », 1993
- L'Art du pot, texte de Michelle Nikly, Albin Michel, 1990
- Little Lou, texte de Jean Claverie, Gallimard Jeunesse, 1990 ; Gallimard Jeunesse, coll. « Folio cadet. Premiers romans », 2002, 2014 et 2018 ; nouvelle édition sous le titre Little Lou suivi de Little Lou, la route du Sud, lu par Lemmy Constantine, 1 CD, Gallimard, coll. « Écoutez lire », 2008
- La Barbe-Bleue, texte de Charles Perrault, Albin Michel, 1991 ; Gallimard Jeunesse, coll. « Folio cadet », 1993, 2002, 2019
- L’Art des bises, texte de Michelle Nikly, Albin Michel, 1993 ; réédition, Albin Michel Jeunesse, coll. « Panda poche »
- Le Petit Chaperon rouge, texte de Jean Claverie, Albin Michel, 1994 ; réédition, Mijade, 2009 et 2015
- Le Vagabond de Noël, texte de Benoît Marchon, Fleurus, 1996
- Trois Petits Contes au théâtre, script de Michelle Nikly, Albin Michel, 1996
- Jamais 2 sans 3 (série de 8 titres), texte de Fiona Kelly, Actes Sud Junior, 1997-2000
- Le Royaume des parfums, texte de Michelle Nikly, Albin Michel, 1997
- Le Noël d’Auggie Wren, texte de Paul Auster, Actes Sud Junior, 1998
- L’Art de lire, texte de Michelle Nikly, Albin Michel Jeunesse, 2001
- Le Théorème de Mamadou, texte d'Azouz Begag, Seuil Jeunesse, 2002
- Little Lou. La route du Sud, texte de Jean Claverie, Gallimard Jeunesse, 2003 ; nouvelle édition sous le titre Little Lou suivi de Little Lou, la route du Sud, lu par Lemmy Constantine, 1 CD, Gallimard, coll. « Écoutez lire », 2008
- J’écris des poésies, texte de Rolande Causse, Albin Michel Jeunesse, 2004
- Peau d'âne, texte de Charles Perrault, Albin Michel Jeunesse, 2012
- Little Lou à Paris, texte de Jean Claverie, Gallimard Jeunesse, 2014 ; Gallimard Jeunesse, coll « Folio Cadet », 2020
- Prince des fatras, texte de Jean-Yves Loude, Belin Jeunesse, 2015
- Dans les rêves de grand-père, texte de Jean Perrot, Albin Michel Jeunesse, 2017
- Mon frère et moi, texte de Yves Nadon, Gallimard Jeunesse, 2018
- Le point de vue de l'observateur, texte de Jean Claverie, éditions du Poutan, 2018
- Le dernier bal, texte de Jean Claverie, Albin Michel Jeunesse, 2021
- Le Cygne, texte de Roald Dahl, D'eux, 2022

### Presse
- Les Boutons de Bérangère, texte de Xavier Bied-Charreton, Belles Histoires de Pomme d'Api, Bayard-Presse, 1980 ; Bayard, 1994
- Le Pêcheur d'oiseaux, texte de Nicole Schneegans, J'aime lire, Bayard Presse, 1980 ; Bayard Poche, 1990
- Le Mot interdit, texte de Nicolas de Hirsching, J'aime lire, Bayard Presse, 1982 ; Bayard Poche, 1990
- Les Peurs de Petit-Jean, texte de René Escudié, Les Belles Histoires de Pomme d'Api, Bayard Presse, 1982 ; Bayard Poche, 1990
- Le Kangourou-Nounou (Le petit frère imaginaire), texte de J.P. Saintaurens, J'aime lire, Bayard Presse, 1984 ; Bayard Poche, 1991
- Ti' Joseph et le cyclone, texte de Marie-José Barre, J'aime lire, Bayard Presse, 1987
- Le Secret des brumes, texte de Patricia Marie d’Avigneau, J'aime lire, Bayard Presse, 1991

## Articles
- Janine Kotwica, « Le Blues de l'illustrateur : Jean Claverie à Moulins », La Revue des livres pour enfants (Centre national de la littérature pour la jeunesse / Bibliothèque nationale de France), n°232, 2006, p. 161-163 lire en ligne (consulté le 30 août 2022)
- « L'invité de Ricochet : Jean Claverie », sur Ricochet, novembre 2006 lire en ligne (consulté le 20 août 2022)